# Горњи Граци
Горњи Граци су насељено мјесто у општини Мркоњић Град, Република Српска, БиХ. Према попису становништва из 1991. у насељу је живјело 926 становника.

## Географија
Налази се између планина Димитор и Јаворовача, на надморској висини од 794 метара.
Село је богато водом и има више извора од којих су најпознатији: Пијетловац, Бијели поток, Краљево врело, Шеткон поток, Штрпчево врело и др. На улазу у Горње Граце стоје двије градине: Велика и Мала. Мала градина има облик пирамиде и налази се на некадашњем римском путу.
Село Граци се данас налази у оквиру истоимене мјесне заједнице.

## Становништво
Према службеном попису становништва из 1991. године, Горњи Граци су имали 926 становника. Срби су чинили око 99% од укупног броја житеља.
| Националност       | 1991. | 1981. | 1971. | 1961. |
| Срби               | 925   | 968   | 953   | 1.098 |
| Југословени        | 1     | 11    |       |       |
| Муслимани          |       | 1     | 3     |       |
| Црногорци          |       | 1     |       | 2     |
| остали и непознато |       |       | 1     |       |
| Укупно             | 926   | 984   | 957   | 1.100 |